# Grå honungsfågel
Grå honungsfågel (Conopophila whitei) är en fågel i familjen honungsfåglar inom ordningen tättingar.

## Utseende och läte
Grå honungsfågel är en liten och enfärgad honungsfågel med rätt kort och nedåtböjd näbb. Fjäderdräkten är grå ovan, ljusare grå under, utan tydliga kännetecken annat än ljusa spetsar på vissa stjärtfjädrar. Lätet är mycket distinkt, ett gnissligt och piggt ljud som på engelska återges som "widdle-dit".

## Utbredning och systematik
Fågeln förekommer i buskskog i inlandet i västra Australien. Den behandlas som monotypisk, det vill säga att den inte delas in i några underarter.

## Levnadssätt
Grå honungsfågel är en ökenlevande fågel som sällan påträffas. Då ses den vanligen enstaka eller i par.

## Status och hot
Arten har ett stort utbredningsområde, men tros minska i antal, dock inte tillräckligt kraftigt för att den ska betraktas som hotad. Internationella naturvårdsunionen IUCN listar arten som livskraftig (LC).